# Ferchlipp
Ferchlipp ist ein Wohnplatz im Ortsteil Lichterfelde der Gemeinde Altmärkische Wische im Landkreis Stendal in Sachsen-Anhalt.

## Geographie
Ferchlipp ist eine Streusiedlung in der Wische zwischen Seehausen (Altmark) und Werben (Elbe) im Norden der Altmark am Flüsschen Tauber Aland. Sie liegt 8 Kilometer südöstlich von Seehausen und 8½ Kilometer westlich von Werben.
Nachbarorte sind Falkenberg im Osten und Lichterfelde im Westen.

## Geschichte

### Mittelalter bis Neuzeit
Die erste urkundliche Erwähnung von Ferchlipp stammt aus dem Jahre 1319. Waldemar, Markgraf der Mark Brandenburg, schenkte Besitzungen seines Hofes in der curia Aulosen an das Kloster Amelungsborn. Dazu gehörten 17 Dörfer, darunter das Dorf Verchlippe. Weitere Nennungen sind 1351 in villa verglibbe, 1443 ferchlibbe, 1460 werchlibbe, 1600 Ferchlip, 1687 Färchlippe, um 1780 Ferglipfelde und 1804 heißt es Dorf und Gut Ferchlipp mit Windmühle und Krug. Bereits 1650 wurde die Windmühle genannt. Sie stand am südlichen Ortsausgang.

### Herkunft des Ortsnamens
Die beiden Wortstämme sind slawischen (wendischen) Ursprungs. Dabei steht „verch“ für Hügel und „lipa“ für Linde.

### Eingemeindungen
Am 1. Oktober 1938 wurden die Gemeinden Ferchlipp und Lichterfelde im Landkreis Osterburg zu einer neuen Gemeinde Lichterfelde zusammengeschlossen. Die ehemalige Gemeinde Ferchlipp wurde noch 1957 als Ortsteil von Lichterfelde aufgeführt, 1986 jedoch nicht mehr. Heute wird Ferchlipp als kleine Ansiedlung geführt.

### Einwohnerentwicklung
| Jahr | Einwohner |
| ---- | --------- |
| 1734 | 094       |
| 1775 | 166       |
| 1789 | 123       |
| 1798 | 138       |

| Jahr | Einwohner |
| ---- | --------- |
| 1801 | 122       |
| 1818 | 160       |
| 1840 | 185       |
| 1864 | 210       |

| Jahr | Einwohner |
| ---- | --------- |
| 1871 | 225       |
| 1885 | 182       |
| 1892 | [00]169   |
| 1895 | 164       |

| Jahr | Einwohner |
| ---- | --------- |
| 1900 | [00]177   |
| 1905 | 157       |
| 1910 | [00]141   |
| 1925 | 151       |

Quelle, wenn nicht angegeben, bis 1925:

## Religion
Die evangelische Kirchengemeinde Ferchlipp gehörte früher zur Pfarrei Falkenberg bei Seehausen. Die Kirchengemeinde gehört heute zum Pfarrbereich Seehausen des Kirchenkreises Stendal im Propstsprengel Stendal-Magdeburg der Evangelischen Kirche in Mitteldeutschland.
Die ältesten überlieferten Kirchenbücher für Ferchlipp stammen aus dem Jahre 1644.

## Kultur und Sehenswürdigkeiten
- Die evangelische Dorfkirche Ferchlipp steht fast am Westausgang des Dorfes. Sie ist ein Backsteinbau des späten 12. Jahrhunderts, Teile des wohl etwas älteren Chors sind in Feldstein ausgeführt.[1] Die Kirche besitzt eine Orgel.[11] Sie ist eine Nebenkirche der Kirche in Falkenberg und war ursprünglich Johannes dem Täufer geweiht.[14]
- Der Ortsfriedhof ist auf dem Kirchhof.
- In Ferchlipp steht ein Denkmal für die Kriegstoten des Ersten Weltkriegs, ein Steinblock mit zwei eingelassenen Tafeln.[15]